# فرودگاه سسنوک
فرودگاه سسنوک (به انگلیسی: Cessnock Airport) یک فرودگاه همگانی با کد یاتا CES است که یک باند فرود آسفالت دارد و طول باند آن ۱۰۹۷ متر است. این فرودگاه در کشور استرالیا قرار دارد و در ارتفاع ۶۴ متری از سطح دریا واقع شده‌است.